# 달성 남지장사 청련암
달성 남지장사 청련암(達城 南地藏寺 靑蓮庵)은 대한민국 대구광역시 달성군 가창면, 남지장사에 있는 건축물이다. 1995년 5월 12일 대구광역시의 유형문화재 제34호로 지정되었다.

## 개요
남지장사는 통일신라 신문왕 4년(684)에 양개조사가 세운 절이라고 전한다. 조선시대에 고승 무학대사가 수도한 곳이기도 하며, 사명대사가 임진왜란 때 승병들의 훈련장으로 사용하기도 하였다. 그 뒤 임진왜란 때 불탔던 것을 효종 4년(1653) 인혜대사가 청련암과 함께 다시 세웠으나, 순조 6년(1806)에 또 화재를 2년 뒤 다시 세웠다고 한다.
청련암은 법당과 생활공간의 기능을 겸한 특이한 평면을 가진 건물로, 앞면 3칸·옆면 2칸 규모이다. 그러나 실제로 법당의 기능보다 강당의 기능을 가진 건물로 ‘인법당’으로도 부르고 있다.
남지장사 청련암은 부분적으로 옛 건축수법을 간직하고 있는 소박한 구조의 건물이다.

## 참고 자료
- 달성 남지장사 청련암 - 국가유산청 국가유산포털